# Teodoro Sampaio
Teodoro Fernandes Sampaio (Santo Amaro da Purificação, 7 de enero de 1855 - Río de Janeiro, 11 de octubre de 1937) fue un ingeniero, geógrafo, escritor e historiador brasileño.
Nació en Engenho Canabrava, en el actual municipio bahiano de Teodoro Sampaio, antiguo distrito de Santo Amaro, donde inició sus estudios. Sus padres fueron el esclavo Domingas da Paixão do Carmo y, supuestamente, el padre Manuel Fernandes Sampaio.
En Río de Janeiro, estudió humanidades en el Colégio São Salvador y se graduó como ingeniero civil en la Escuela Politécnica en 1876. Siendo aún estudiante, impartió clases de matemáticas, filosofía, historia, geografía y latín.
En 1879, formó parte de la Comisión Hidráulica del Imperio. Proyectó mejoras en el puerto de Santos publicado en un artículo en la Revista de Engenharia ese mismo año. En 1883, fue nombrado primer ingeniero de la Comisión de Mejoras del Río São Francisco. En 1886, levantó el mapa geológico de São Paulo. A continuación, participó en otras comisiones del Imperio, destinadas al desarrollo de Brasil. En 1898, fue nombrado director e ingeniero jefe del Saneamiento del Estado de São Paulo, donde permaneció hasta 1903. Sus ideas sobre el desarrollo urbano de las grandes ciudades fueron contribuciones importantes para la época. Participó en la fundación de la [[Escuela Politécnica de la Universidad de Sao Paulo como parte de la comisión del gobierno estadual compuesta por él y [Francisco Sales de Oliveira]] cuyo resultado fue la fundación de la institución en 1893.
Regresó a Bahía en 1904, donde desarrolló y publicó varios estudios científicos. Escribió los libros História da Fundação da Cidade da Bahia (en español: "Historia de la Fundación de la Ciudad de Bahía") y Tupy na Geografia Nacional (en español: "Tupy en la Geografía Nacional"), obras que aún hoy son importantes referencias bibliográficas en las ciencias humanas. Fue fundador y presidente del Instituto Geográfico e Histórico de Bahía. Fue elegido diputado federal en 1927.